# Sulley Muntari
Sulley Ali Muntari (ur. 27 sierpnia 1984 w Konongo-Odumase) – ghański piłkarz, który występował na pozycji pomocnika.  
W latach 2002–2014 reprezentant Ghany. Uczestnik Mistrzostw Świata w 2006, 2010 oraz 2014 roku.
W swojej karierze występował m.in. w takich klubach jak: Inter Mediolan, AC MIlan, Udinese Calcio czy Portsmouth.

## Kariera klubowa
Muntari rozpoczynał swoją karierę w ojczyźnie w klubie Liberty Professionals FC. Bardzo wcześnie ujawnił się jego nadprzeciętny talent, jego technikę porównywano później do Edgara Davidsa i Kaki. W 2001 mógł trafić do Manchesteru United, jednak klub z Old Trafford nie zapłacił 1 mln funtów za nastolatka z Ghany. W 2002 piłkarza kupiło Udinese Calcio. W klubie z Udine Muntari regularnie występował w Serie A, zdobył również kilka bramek. W sezonie 2005/2006 występował również w rozgrywkach Ligi Mistrzów. Latem 2007 za około 10 milionów euro Muntari przeszedł do angielskiego Portsmouth F.C. Po dobrym sezonie w Premier League został kupiony za około 14 milionów euro przez Inter Mediolan. W styczniu 2011 został wypożyczony na pół sezonu do Sunderlandu. W lipcu 2011 powrócił z wypożyczenia do „Nerrazurich”. 31 stycznia 2012 roku został wypożyczony na pół sezonu do lokalnego rywala A.C. Milan. Po zakończeniu sezonu został definitywnie wykupiony przez „Rossonerich”. Latem 2012 roku zerwał więzadła krzyżowe, w związku z czym nie zagra przez około 6 miesięcy.
W 1/8 Ligi Mistrzów sezonu 2012/2013 strzelił gola FC Barcelonie podwyższając wynik na 2:0 dla Milanu w meczu rozgrywanym na San Siro w Mediolanie. W sezonie 2014/15, popadł w konflikt z zespołem, na skutek czego kazał nie powoływać siebie na mecze ligowe. 1 lipca 2015 roku rozwiązano z nim kontrakt.
W późniejszym czasie występował m.in. w Al-Ittihad, Delfino Pecara 1936, Deportivo La Coruña oraz w Albacete Balompié z którego odszedł w lipcu 2019 roku.
1 lutego 2022 roku powrócił z trzyletniej piłkarskiej przerwy dołączając do ghańskiego Hearts of Oak. 
1 lipca 2022 roku zakończył piłkarską karierę.

## Kariera reprezentacyjna
Występy w reprezentacji Ghany Muntari rozpoczynał od drużyn juniorskich. W 2001 występował na Młodzieżowych Mistrzostwach Świata (U-20), na których Ghana wywalczyła srebrne medale. W pierwszej drużynie seniorów zadebiutował w 2002 roku w meczu ze Słowenią i wystąpił w siedmiu meczach eliminacji do Mistrzostw Świata, w których zdobył dwa gole. Kontuzja wyeliminowała go z udziału w turnieju o Puchar Narodów Afryki 2006 w Egipcie. W 2006 znalazł się w składzie kadry na Mistrzostwa Świata, na których zadebiutował w pierwszym meczu grupowym z Włochami (0:2), zaś w drugim meczu z Czechami (2:0) zdobył drugiego gola.
W latach 2002–2014 w drużynie narodowej rozegrał 84 mecze i zdobył 20 bramek.

## Sukcesy

### Inter Mediolan
- Zwycięzca Ligi Mistrzów: 2009/10
- Mistrzostwo Włoch: 2008/09, 2009/10
- Puchar Włoch: 2009/10, 2010/11
- Superpuchar Włoch: 2008/09

### Portsmouth
- Puchar Anglii: 2008/09